# Понятувек (Великопольське воєводство)
Понятувек (пол. Poniatówek) — село в Польщі, у гміні Слупца Слупецького повіту Великопольського воєводства.
Населення — 109 осіб (2011).
У 1975-1998 роках село належало до Конінського воєводства.

## Демографія
Демографічна структура станом на 31 березня 2011 року:
|          | Загалом | Допрацездатний вік | Працездатний вік | Постпрацездатний вік |
| -------- | ------- | ------------------ | ---------------- | -------------------- |
| Чоловіки | 60      | 19                 | 34               | 7                    |
| Жінки    | 49      | 10                 | 28               | 11                   |
| Разом    | 109     | 29                 | 62               | 18                   |